# Drymobius
Genre
Drymobius est un genre de serpents de la famille des Colubridae.

## Répartition
Les espèces de ce genre se rencontrent au Mexique, en Amérique centrale et dans le Nord-ouest de l'Amérique du Sud.

## Description
Ces serpents mesurent entre 75 et 100 cm. Ce sont des animaux principalement diurnes, qui apprécient les zones plutôt humides à la végétation dense. Ils consomment principalement des amphibiens.
Ils se reproduisent au printemps et les femelles pondent de 6 à 8 œufs au début de l'été. Les petits naissent après environ deux mois et font un peu plus de 15 cm à la naissance.

## Liste des espèces
Selon The Reptile Database (2 déc. 2011) :
- Drymobius chloroticus (Cope, 1886)
- Drymobius margaritiferus (Schlegel, 1837)
- Drymobius melanotropis (Cope, 1876)
- Drymobius rhombifer (Günther, 1860)

## Publication originale
- Fitzinger, 1843 : Systema Reptilium, fasciculus primus, Amblyglossae. Braumüller et Seidel, Wien, p. 1-106 (texte intégral).